# 기룡
기룡(鰭龍)이란 기룡상목(鰭龍上目, Sauropterygia 사우로프테뤼기아[*])에 속한 고대 파충류들을 통틀어 일컫는 말이다. 중생대에 번성했으나 중생대가 끝나기 전에 모두 멸종했다. "기룡"이란 "지느러미 도마뱀"이라는 뜻으로, 말 그대로 앞발과 뒷발이 지느러미처럼 생겼다.